# ダヌービオFC
ダヌービオ・フットボル・クルブ（スペイン語: Danubio Fútbol Club）は、ウルグアイの首都モンテビデオを本拠地とするサッカークラブである。2023シーズンはプリメーラ・ディビシオンに所属。

## 概要
クラブ創設は1932年。モンテビデオの強豪クラブの中では比較的歴史が浅いが、1948年にプリメーラ・ディビシオンに初昇格して以来、安定した成績を残している。ペニャロールとナシオナルの2強体制が続くウルグアイリーグにおいて、近年はデフェンソールと並んで3番手のクラブと見なされている。デフェンソールとの対戦はクラシコ・デ・ロス・メディアーノス（Clásico de los Medianos）と呼ばれている。
2019シーズン終了時点で、プリメーラ・ディビシオン優勝回数は4回で、ペニャロール、ナシオナルに次いで3位タイである。コパ・リベルタドーレスには8回出場しており、最高位は1989年のベスト4である。
1部リーグから4部リーグまでの全カテゴリーで優勝経験がある、同国で唯一のクラブである。

## 歴史
1932年3月1日、ブルガリア出身のミゲル・ラサロフとフアン・ラサロフ兄弟が中心となり、モンテビデオのニカラグア共和国学校の学生と共にダヌービオFCを創設した。クラブ名称は、ヨーロッパ東部を流れる大河ドナウ川（スペイン語: Danubio）に由来する。
プリメーラ・ディビシオンには1948シーズンに初参加を果たしたが、この年はストライキによりシーズン途中で打ち切りになった。翌1949シーズン以降、1960シーズンと1970シーズンを除いて、常に1部リーグに在籍している。コパ・リベルタドーレスには1978年に初出場を果たした。
イルド・マネイロ監督に率いられた1988シーズンは18勝4分2敗で勝ち点40を獲得し、2位のペニャロールに勝ち点9の大差をつけて初優勝を果たした。翌1989年のコパ・リベルタドーレスでは、ペニャロール、ボリバル（ボリビア）、ザ・ストロンゲスト（ボリビア）と同組となり、ペニャロールに次ぐ2位でグループステージを突破した。決勝トーナメント1回戦ではナシオナル・モンテビデオとの同国対決に勝利し、準々決勝ではCDコブレロア（チリ）に勝利した。準決勝でアトレティコ・ナシオナル（コロンビア）に敗れたが、ベスト4という好成績を残した。
1980年代から1990年代前半にかけて安定して上位でシーズンを終えている。ヘラルド・ペルーソ監督に率いられた2004シーズンはナシオナル・モンテビデオとのプレーオフに勝利して2回目の優勝を飾った。グスタボ・マトサス監督に率いられた2006-07シーズンはアペルトゥーラ（前期）、クラウスーラ（後期）を共に制して3回目の優勝を飾った。2013-14シーズンは、モンテビデオ・ワンダラーズとのプレーオフを制して、4回目の優勝を遂げている。
クラブ最多出場記録保持者はカルロス・ロメーロで、1947年-1962年にかけて411試合に出場した。クラブ最多得点記録保持者はディエゴ・ペローネで、1996年-2003年、2004年、2009年、2010年-2012年の4期間で72ゴールを記録した。ペローネに続くのがルベン・ダ・シルバ（通称ポリジータ、Polillita）で、1986年-1989年、2001年-2004年の2期間で71ゴールを記録した。ダ・シルバに続くのがイグナシオ・リッソで、1999年-2002年、2004年-2005年の2期間で69ゴールを記録した。

## 下部組織
ダヌービオの下部組織は優れた選手を多く輩出している。後にウルグアイ代表やヨーロッパ5大リーグで活躍した選手も多い。アルバロ・レコバは1994年にトップチームデビューし、ナシオナル・モンテビデオを経由して1997年にインテル・ミラノ（イタリア）に移籍した。ウルグアイ代表としては69試合に出場。ファビアン・カリーニは1996年にデビューし、2000年にユヴェントス（イタリア）に移籍。ウルグアイ代表としては74試合に出場。ディエゴ・フォルランは1991年から1994年までダヌービオの下部組織に在籍。1994年にCAインデペンディエンテ（アルゼンチン）の下部組織に移った。2001年にマンチェスター・ユナイテッド（イングランド）に移籍。ビジャレアル、アトレティコ・マドリード（共にスペイン）在籍時にはラ・リーガで2度の得点王に輝いた。ウルグアイ代表としては100試合以上に出場し、2010年のワールドカップ・南アフリカ大会ではゴールデンボール（最優秀選手）に輝いた。エディンソン・カバーニは10代前半からダヌービオの下部組織に所属。SSCナポリ（イタリア）でセリエA得点王、パリ・サンジェルマン（フランス）ではリーグ・アンMVPと2度の得点王を獲得した。
他にも、ルベン・ソサ、マルセロ・サラジェタ、ルベン・オリベーラ、アドリアン・デアン、ルベン・ダ・シルバ（ポリジータ）、ハビエル・チェバントン、リチャルド・ヌニェス、ワルテル・ガルガノ、カルロス・グロスミュラー、イグナシオ・マリア・ゴンサーレス、クリスティアン・ストゥアーニ、ネリー・カスティージョ、リカルド・ゲーロ・ロドリゲスなどがダヌービオの下部組織出身である。

## ユニフォーム
アマチュアリーグ最後（1931年）の王者モンテビデオ・ワンダラーズに敬意を表し、1932年のダヌービオ創設時にワンダラーズのユニフォームカラー（白色と黒色）を導入した。左肩から右腰まで斜めに入る一本線のデザインは、アルゼンチンの強豪リーベル・プレートのユニフォームにインスパイアされたものであるが、リーベル・プレートのように白地に赤線ではなく、白地に黒線を使用している。基本的にパンツは黒色、ソックスは白色である。CSミラマール・ミシオネスやワンダラーズなどが同系統の配色を使用していたため、2005-06シーズンにはサードユニフォームとして、通常とは異なる緑地に白斜線のシャツを採用した。しかし緑色のユニフォーム着用時にワンダラーズやミラマールに敗れることが多かったため、2007-08シーズンを最後に緑色のユニフォームは使われなくなった。現在はサードユニフォームに赤色が使用されている。
| 1932 | 1940-現在 | 2005, 2007サード | 2008サード |

## タイトル

### 国内タイトル
- プリメーラ・ディビシオン（1900-）：4回
  - 1988, 2004, 2006-07, 2013-14

- セグンダ・ディビシオン（1903-）：3回
  - 1947, 1960, 1970

- テルセーラ・ディビシオン（1913-）：1回
  - 1943[4]

### 国際タイトル
なし

## 過去の成績
コパ・リベルタドーレス - 8回出場
- 1978 - グループステージ敗退
- 1984 - グループステージ敗退
- 1989 - ベスト4
- 2005 - グループステージ敗退
- 2007 - ファーストステージ敗退
- 2008 - グループステージ敗退
- 2015 - グループステージ敗退
- 2019 - セカンドステージ敗退

## 現所属メンバー
2023年8月28日現在現在
注：選手の国籍表記はFIFAの定めた代表資格ルールに基づく。
| No. | Pos. |            | 選手名                       |
| --- | ---- | ---------- | ---------------------------- |
| 1   | GK   | ウルグアイ | マウロ・ゴイコエチェア       |
| 2   | DF   | ウルグアイ | サンティアゴ・エトチェバルネ |
| 3   | DF   | ウルグアイ | ルーカス・モンソン           |
| 5   | MF   | ウルグアイ | サンティアゴ・シルバ         |
| 6   | MF   | ウルグアイ | レアンドロ・ソサ             |
| 7   | FW   | ウルグアイ | ファクンド・シルベラ         |
| 8   | MF   | ウルグアイ | リバイル・ロドリゲス         |
| 9   | FW   | ウルグアイ | ディエゴ・ベラ               |
| 10  | MF   | ウルグアイ | ギジェルモ・マイ             |
| 12  | GK   | ウルグアイ | エミリアーノ・ベルムデス     |
| 14  | MF   | ウルグアイ | フアン・ミジャン             |
| 15  | DF   | ウルグアイ | セルヒオ・ロドリゲス ()      |
| 16  | DF   | ウルグアイ | アレホ・クルス               |
| 17  | DF   | ウルグアイ | ラファエル・ハラー           |

| No. | Pos. |              | 選手名                           |
| --- | ---- | ------------ | -------------------------------- |
| 19  | MF   | ウルグアイ   | サンティアゴ・ロメロ             |
| 20  | DF   | ウルグアイ   | ルーカス・フェレイラ             |
| 21  | DF   | ウルグアイ   | マルティン・レア                 |
| 22  | DF   | ウルグアイ   | ファクンド・サラビア             |
| 25  | DF   | ウルグアイ   | ケビン・ルイス                   |
| 25  | MF   | ウルグアイ   | イグナシオ・ピントス             |
| 29  | MF   | コロンビア   | Jannenson Sarmiento              |
| 30  | FW   | ウルグアイ   | セバスティアン・フェルナンデス   |
| 99  | MF   | ウルグアイ   | フランシスコ・マルティニコレーナ |
| -   | FW   | アルゼンチン | マウロ・サラテ                   |
| -   | FW   | ウルグアイ   | ゴンサロ・ブエノ                 |
| -   | MF   | ウルグアイ   | フランコ・ファリア               |
| -   | FW   | コロンビア   | Vilington Branda                 |

## 歴代監督
- ウーゴ・バグヌーロ 1948-1952
- オスカル・タバレス 1984
- イルド・マネイロ 1988 (リーグ初制覇時の監督)
- フリオ・アベリーノ・コメサーニャ 1989-1990
- ホルヘ・フォサーティ 1998.1-2001.1
- ホルヘ・フォサーティ 2002.7-2003.6
- グレゴリオ・ペレス 2003.1-2003.12
- ヘラルド・ペルーソ 2004.1-2005.12
- / グスタボ・マトサス 2006-2007

- グスタボ・ダルト 2007-????
- マルティン・ラサルテ 2008.1-2009.6
- ホルヘ・ヒオルダーノ 2009.7-2010.3
- セルヒオ・マルカリアン 2010.3-2010.6
- / グスタボ・マトサス 2010.5-2010.12
- エドゥアルド・アセベード 2010.12-2011.5
- ダニエル・サンチェス 2011.7-2012.9
- フアン・ラモン・カラスコ 2012.9-2012.11
- レオナルド・ラモス（スペイン語版） 2012.12-

## 歴代所属選手

### GK
- ファビアン・カリーニ 1996-2000

### DF
- ブルーノ・シルバ 2000-2003, 2004-2005
- フェルナンド・ピクン 2001
- ジャジソン・ビエラ 2001-2007
- パブロ・リマ 2001-2007

- ギジェルモ・ロドリゲス 2004-2006
- マティアス・マンリケ 2006
- アレハンドロ・レンボ 2007-2008

### MF
- マルセロ・ソサ 1996-2003
- ラウル・オマール・オテーロ 1998-2000
- ルベン・オリベーラ 2001-2002

- イグナシオ・ゴンサレス 2002-2008
- ワルテル・ガルガノ 2004-2007

### FW
- / アルシデス・ギジャ
- ホルヘ・ダ・シルバ 1977
- ルベン・ソサ 1982-1985
- アルバロ・レコバ 1994-1995, 2010-2011
- マルセロ・サラジェタ 1996

- ハビエル・チェバントン 1997-2001
- フアン・マヌエル・サルゲイロ 2002-2006
- エディンソン・カバーニ 2005-2006
- ダレイ・メナ 2006-2008